# Meaux-la-Montagne
Meaux-la-Montagne é uma comuna francesa na região administrativa de Auvérnia-Ródano-Alpes, no departamento de Ródano. Estende-se por uma área de 9,19 km². Em 2010 a comuna tinha 237 habitantes (densidade: 25,8 hab./km²).